# Đàn thảo Madagascar
Đàn thảo Madagascar (danh pháp khoa học: Elatine madagascariensis) là một loài thực vật có hoa trong họ Elatinaceae. Loài này được H.Perrier mô tả khoa học đầu tiên năm 1948.